# Sammlung Zander
Die Sammlung Zander wurde im Zeitraum von über sechs Jahrzehnten von der Galeristin und Mäzenin Charlotte Zander zusammengetragen und gilt heute international als eine der führenden Sammlungen für die Kunst von Autodidakten, Naive Kunst und Art brut. Sie war von 1996 bis Mitte 2020 im Museum Charlotte Zander in Bönnigheim bei Ludwigsburg im Stadionschen Schloss zu sehen. Seit 2021 befindet sich die Sammlung Zander in Köln und zeigt wechselnde Ausstellungen, die Einblicke in die Sammlung geben. Die Sammlung Zander ist gemeinnützig.

## Geschichte

### Sammlerin Charlotte Zander
Charlotte Zander wurde am 21. August 1930 als Tochter des Seifenfabrikanten Julius Willibald Stockhausen in Krefeld geboren. In jungen Jahren begann sie, Werke der autodidaktischen Naiven Kunst des 20. Jahrhunderts, darunter Arbeiten von Ivan Generalić, Ivan Rabuzin, Matija Skurjeni und Mirko Virius, später auch von Morris Hirshfield, Alfred Wallis, Adalbert Trillhaase und Emma Stern, ab Mitte der 1960er Jahre die Maler des Heiligen Herzens André Bauchant, Camille Bombois, Séraphine Louis, Henri Rousseau und Louis Vivin zu erwerben, ab 1965 auch zunehmend Art brut und Outsider Art von Adolf Wölfli, Friedrich Schröder Sonnenstern, Max Raffler, Nikifor und anderen.
1971 gründete sie die „Galerie Charlotte“ in München, die als eine der wenigen Institutionen in Deutschland die Klassische Naive Kunst vertrat und international bekannt machte. 1997 wurde sie für ihren Einsatz und ihre mäzenatische Förderung der Bildenden Kunst mit dem Art-Cologne-Preis ausgezeichnet.
1995 beendete Charlotte Zander ihre Tätigkeit als Galeristin und machte ihre Kunstsammlung ab 1996 im eigens dafür gegründeten Museum Charlotte Zander im Stadionschen Schloß in Bönnigheim der Öffentlichkeit zugänglich.
Bis zu ihrem Tod im Jahr 2014 fungierte sie als Herausgeberin vieler Publikationen, kuratierte zahlreiche Ausstellungen für ihr privates Museum und legte ein bedeutendes Archiv zur Naiven Kunst, der Art brut und der Outsider Art an, das die internationalen Entwicklungen dieser Kunstströmungen dokumentiert.

### Museum Charlotte Zander (1996–2020)
Das 1996 von Charlotte Zander gegründete Museum Charlotte Zander im Stadionschen Schloss in Bönnigheim zeigte als Schwerpunkt Werke der klassischen Naiven Malerei aus Frankreich, darunter Arbeiten Henri Rousseaus, Séraphine Louis, Louis Vivins und Camille Bombois.
Nach dem Tod Charlotte Zanders im März 2014 übernahm ihre Tochter Susanne Zander die Geschäftsführung des Museums mit dem Ziel, die Sammlung ihrer Mutter nachhaltig zu sichern. 2015 wurden das Museum in eine gemeinnützige GmbH eingebracht und das Gebäude umfassend renoviert. Im Oktober desselben Jahres wurde die Sammlung wiedereröffnet und die Neuhängung in Form der Ausstellung 27 Künstler, 209 Werke gezeigt, die von Susanne Pfeffer, der Direktorin des Fridericianums in Kassel, kuratiert wurde.
Im Jahr 2019 entschied Susanne Zander, das Museum Charlotte Zander aufzulösen, um die Sammlung einem breiteren Publikum zugänglich zu machen und ihre wissenschaftliche Erschließung zu ermöglichen. Dazu soll die Sammlung aufgeteilt und in Zusammenarbeit mit größeren Museen, möglichst weiterhin in Deutschland, im Kontext der Sammlungen der Moderne und der zeitgenössischen Kunst präsentiert werden. Die geplante Abschlussausstellung Rewind - Zurück zum Anfang zu Ehren von Charlotte Zander konnte im Mai 2020 aufgrund der COVID-19-Pandemie nicht mehr gezeigt werden. Im Juli 2020 wurden das Stadionsche Schloss an die Gemeinde zurückgegeben und die Sammlung zunächst eingelagert.

### Sammlung Zander (seit 2021)
Seit 2021 befindet sich die Sammlung Zander in Köln und konzentriert sich auf die Zusammenarbeit mit internationalen Institutionen, Kuratoren und Kunsthistorikern. Im Jahr 2023 eröffnete sie einen Ausstellungsraum in Köln. Dort sollen wechselnde Ausstellungen und eine wissenschaftliche Aufarbeitung der Sammlung zu einer kunsthistorischen und gesellschaftlichen Einordnung der Werke beitragen. Die Sammlung Zander schenkte im Jahr 2024 das Archiv von Charlotte Zander dem ZADIK in Köln, wo es für die Forschung erschlossen wird. Ihre umfassende Bibliothek wurde an die Kunst- und Museumsbibliothek Köln gespendet.

## Sammlung
Die Sammlung Zander dokumentiert die Entwicklung der Kunst von Autodidakten, der Naiven Kunst, Art brut und Outsider Art seit ihren Anfängen um 1900 und erschließt damit ein bedeutendes Kapitel der Kunst des 20. Jahrhunderts. Unter den über 4500 vorhandenen Werken liegt ein Schwerpunkt auf den Werken der französischen Naive, insbesondere Arbeiten der Maler des Heiligen Herzens. So besitzt die Sammlung neben 144 Werken André Bauchants eine umfangreiche Anzahl von Arbeiten Camille Bombois und Louis Vivins. Darüber hinaus beherbergt sie die weltweit größte Sammlung von Werken der Malerin Séraphine Louis und diverse Gemälde des gefeierten Künstlers der Avantgarde, Henri Rousseau. Im Bereich der internationalen Naive werden darüber hinaus unter anderem Arbeiten Adolf Dietrichs, Morris Hirshfields und Nikifors gezeigt. Ein weiterer Fokus der Sammlung liegt auf Art brut und Outsider Art, die mit Werken Adolf Wölflis, Bill Traylors, Sava Sekulićs, Madge Gill und zahlreicher anderer Künstler vertreten sind.

## Ausstellungen

### Ausstellungen der Sammlung Zander (Auswahl)
- 03 Ausstellung. Emma Stern (31. August 2024 – 25. Januar 2025)
- Be Happy! We Do Not Forget You. (1. Oktober 2017 – 28. Januar 2018)
- 27 Künstler, 209 Werke (23. März – 28. August 2016)
- CCC – Sava Sekulić Self-Taught. (1. November 2015 – 21. Februar 2016)
- Louis Vivin und die 2. Generation französischer Naive (7. November 2010 – 4. September 2011)
- Die Schule von Hlebine – 75 Jahre (2. Oktober 2005 – 26. März 2006)
- Bestiarum (27. Juni – 1. November 2004)
- André Bauchant. Retrospektive (4. Februar 2001 – 24. Juni 2001)
- Outsider Art (19. März – 3. September 2000)
- Erste Begegnung mit der Russischen Naive (31. Oktober 1999 – 12. März 2000)
- Camille Bombois (30. Mai – 24. Oktober 1999)
- Die Maler des Heiligen Herzens (20. September 1996 – 24. Februar 1997)

### Beteiligung an internationalen Ausstellungen (Auswahl)
- Leben in Bildern. Ein Portrait des Sehens für Rudolf Zwirner. PalaisPopulaire, Berlin (29. Juli 2023 – 14. August 2023)
- Welche Moderne? In- und Outsider der Avantgarde. Sprengel Museum Hannover, Hannover (6. Mai 2023 – 17. September 2023), Kunstsammlungen Chemnitz, Chemnitz (22. Oktober 2023 – 14. Januar 2024)
- Game of No Games. Anleitung zum beschwingten Gehen. Kölnischer Kunstverein, Köln (13. November 2022 – 5. März 2023)
- Morris Hirshfield Rediscovered. American Folk Art Museum, New York (23. September 2022 – 29. Januar 2023)
- Die Maler des Heiligen Herzens. Museum Frieder Burda, Baden-Baden (16. Juli 2022 – 20. November 2022), Museen Böttcherstraße, Bremen (3. Dezember 2022 – 12. März 2023)
- Der Schatten der Avantgarde. Folkwang Museum, Essen (2. Oktober 2015 – 10. Januar 2016)
- Surrealism and Dream. Museo Thyssen-Bornemisza, Madrid (8. Oktober 2013 – 12. Januar 2014)
- De l’art brut à l’art singulier dans la collection Charlotte Zander. Halle Saint Pierre, Paris (18. Januar – 26. August 2011)
- Le musée monde. Le Louvre invite J.M.G. Clézio. Musée du Louvre, Paris (5. November 2011 – 6. Dezember 2012)
- Heterotopia. Arbeiten von Willem van Genk und anderen. Deutsches Architekturmuseum, Frankfurt (31. Mai – 24. August 2008)
- Camille Bombois. Kunsthal, Rotterdam (25. März – 6. Mai 2006)
- Im Rausch der Kunst. Jean Dubuffet & Art Brut. Museum Kunstpalast, Düsseldorf (17. Februar 2005 – 29. Mai 2005)
- Die Naive. Aufbruch ins verlorene Paradies. 200 Werke aus der Sammlung Charlotte Zander. KunstHaus, Wien (4. Oktober 2001 – 30. Juni 2002)
- Bill Traylor. Museum Ludwig, Köln (26. Februar – 16. Mai 1999)
- Die Kunst der Naiven. Themen und Beziehungen. Haus der Kunst, München (1. November 1974 – 12. Januar 1975), Kunsthaus Zürich, Zürich (25. Januar 1975 – 31. März 1975)
- Naive Kunst aus rheinischem Privatbesitz. Kunstmuseum Bonn, Bonn (4. November 1969 – 7. Dezember 1969)